# Filip Filipović
Filip Filipović (em sérvio:  Филип Филиповић; Belgrado, 2 de maio de 1987) é um jogador de polo aquático sérvio, campeão olímpico.

## Carreira
Filipović fez parte dos elencos bronze olímpicos de Pequim 2008 e Londres 2012. Em 2016 integrou a equipe da Sérvia medalha de ouro nos Jogos do Rio de Janeiro.

## Títulos

### Clube
VK Partizan
- Campeonato Nacional Sérvio: 2006–07, 2007–08, 2008–09
- Copa Nacional da Sérvia: 2006–07, 2007–08, 2008–09

Pro Recco
- Serie A1 italiana: 2009–10, 2010–11, 2011–12
- Coppa Italia: 2009–10, 2010–11
- LEN Euroliga: 2009–10, 2011–12
- Supercopa europeia: 2010
- Liga Adriática: 2011–12

VK Radnički Kragujevac
- LEN Trophy: 2012–13